# Łysienie bliznowaciejące
Łysienie bliznowaciejące (łac. keratosis follicularis spinulosa decalvans) – rzadkie zaburzenie rozwojowe skóry zaliczane do zmian trwałych nabytych lub wrodzonych. Możliwe jest występowanie tego stanu chorobowego w otoczeniu zespołów innych wad rozwojowych. Proces chorobowy obejmuje zaburzenia niszczące torebki włosowe oraz zastępowanie ich tkanką bliznowatą połączoną z trwałą utratą włosów.

## Przyczyny i objawy
Wśród objawów choroby wymienia się zazwyczaj świąd, palenie, ból lub nadwrażliwość skóry głowy. Do stanu łysienia bliznowaciejącego dochodzi z reguły wskutek urazu bądź innego stanu chorobowego.
Urazy przyczyniające się do powstania łysienia bliznowaciejącego:
- oparzenia ogniem,
- oparzenia środkami chemicznymi,
- skaleczenia i otarcia naskórka,
- napromieniowanie,
- odmrożenie.

Czynniki powiązane z innym stanem chorobowym:
- infekcje wirusowe,
- infekcje bakteryjne,
- infekcje grzybicze,
- infekcje pierwotniacze,
- rogowacenie mieszkowe kolczyste wyłysiające

Jako objaw łysienie bliznowaciejące może być związane z toczniem rumieniowatym, twardziną skóry bądź liszajem płaskim. Stan chorobowy może być także związany z zaburzeniami metabolizmu. Łysienie bliznowaciejące postrzegane jest jako objaw charakterystyczny dla chorób powiązanych z wadami rozwojowymi. Wśród nich wymienia się wodogłowie, rozszczep kręgosłupa i podniebienia, zajęczą wargę oraz defekty w przegrodzie serca.

## Rodzaje
Wyróżnia się dwa rodzaje łysienia bliznowaciejącego: łysienie pierwszo- i drugorzędowe. W przypadku łysienia pierwszorzędowego dochodzi do destrukcyjnego procesu zapalnego atakującego torebki włosowe. W dalszej kolejności choroba klasyfikowana jest względem typu czynników zakaźnych niszczących torebki włosowe w aktywnej fazie choroby. W przypadku łysienia bliznowaciejącego drugorzędowego niszczenie torebek następuje w wyniku procesu towarzyszącego przykładowo zewnętrznym urazom, w tym ostrym infekcjom, poparzeniom skórnym, napromieniowaniu lub zmianom nowotworowym.

## Diagnoza
Diagnoza choroby następuje po przeprowadzeniu biopsji skóry czaszki oraz po oceny klinicznej skóry głowy. Umożliwia to określenie stopnia aktywności oraz etapu rozwoju choroby.

## Leczenie
Łysienie bliznowaciejące zaliczane jest do dolegliwości nieodwracalnych. Możliwe jest przeprowadzenie leczenia wyłącznie w zakresie chirurgicznym, uzależnionego od rozmiarów powstałych zmian oraz ich umiejscowienia.
Możliwe rodzaje terapii zakładają:
- jednoczasowe wycięcia,
- wolne przeszczepy skóry owłosionej,
- transplantację włosów,
- przeszczepy dziurkowane.

Techniki stosowane w wypadku dzieci i młodzieży to między innymi rozciąganie skóry głowy za pomocą rozszerzaczy tkankowych. W przypadku początkowego okresu choroby możliwe jest zahamowanie jej postępu za pomocą leczenia farmakologicznego.